# NUDT14
NUDT14 (англ. Nudix hydrolase 14) – білок, який кодується однойменним геном, розташованим у людей на 14-й хромосомі. Довжина поліпептидного ланцюга білка становить 222 амінокислот, а молекулярна маса — 24 118.
| 10         |  | 20         |  | 30         |  | 40         |  | 50         |
| ---------- |  | ---------- |  | ---------- |  | ---------- |  | ---------- |
| MERIEGASVG |  | RCAASPYLRP |  | LTLHYRQNGA |  | QKSWDFMKTH |  | DSVTVLLFNS |
| SRRSLVLVKQ |  | FRPAVYAGEV |  | ERRFPGSLAA |  | VDQDGPRELQ |  | PALPGSAGVT |
| VELCAGLVDQ |  | PGLSLEEVAC |  | KEAWEECGYH |  | LAPSDLRRVA |  | TYWSGVGLTG |
| SRQTMFYTEV |  | TDAQRSGPGG |  | GLVEEGELIE |  | VVHLPLEGAQ |  | AFADDPDIPK |
| TLGVIFGVSW |  | FLSQVAPNLD |  | LQ         |  |            |  |            |

A: Аланін

C: Цистеїн

D: Аспарагінова кислота

E: Глутамінова кислота

F: Фенілаланін

G: Гліцин

H: Гістидин

I: Ізолейцин

K: Лізин

L: Лейцин

M: Метіонін

N: Аспарагін

P: Пролін

Q: Глутамін

R: Аргінін

S: Серин

T: Треонін

V: Валін

W: Триптофан

Кодований геном білок за функцією належить до гідролаз. 
Білок має сайт для зв'язування з іоном магнію. 
Локалізований у цитоплазмі.